# اليونانية لصناعة المركبات
اليونانية لصناعة المركبات (ELVO) هي شركة تصنيع سيارات يونانية مقرها في ثيسالونيكي.
بدأت أعمالها باسم ستاير هلينك. لتجميع وتصنيع الشاحنات والدراجات النارية والجرارات الزراعية (طرازات ستايرز وبوش). سرعان ما أعطت الطلبات الكبيرة للشاحنات والحافلات من قبل الجيش اليوناني وسلطات الدولة زخمًا للشركة. انخفض قسم الجرارات في الثمانينيات، حيث ركزت الشركة على المركبات العسكرية؛ في عام 1986 غيرت اسمها إلى اليونانية لصناعة المركبات.
كانت التصميمات الأصلية الأولى للشركة اليونانية عبارة عن شاحنة تزن 3 أطنان في عام 1980 (لم يتم إنتاجها صناعيًا) وحافلة عسكرية (هيكل وجسم) في عام 1981. وفي نفس العام، قامت الشركة ببناء ناقلة أفراد مصفحة «خاصة بها» ليونيداس (في تم تصميم نموذج ستايرز 4K 7FA مع تعديلات طفيفة، مرة أخرى مع زيادة المحتوى المحلي تدريجياً). في عام 1987، أدخلت صناعة المركبات الهيلينية ليونيداس -2، وهذه المرة بتعديلات كبيرة خاصة بها. تم بناء المئات، بينما تم اقتراح عدد من الإصدارات المختلفة.
في السنوات التي تلت ذلك، أصبحت اليونانية لصناعة المركبات منتجًا رئيسيًا للشاحنات العسكرية والمدنية لمجموعة متنوعة من الاستخدامات (تعتمد جميعها على طرازات ستايرز)، والمحركات (أنواع Steyr ، والعديد منها للتصدير إلى الشركة النمساوية نفسها)، وسيارات الجيب العسكرية (مرسيدس) -بنز جي كلاس بموجب ترخيص)، مركبات وآلات مخصصة، وحافلات، مع صادرات كبيرة. يتضمن إنتاج الحافلات عادة بناء الجسم على شاسيه مستورد؛ تضمنت نماذج قليلة فقط تصميمًا وبناء هيكل الشركة الكامل، من بينها طرازات ميداز ويورب لعام 1993، وعدد من أنواع الحافلات العسكرية. حافلات الشركة ذات الجسم المنخفض سكانيا L113 التي تم تصديرها إلى ترانس أيلاند خدمات، سنغافورة في عام 1996، رحبت بها الصحافة في ذلك البلد كأول حافلات منخفضة الأرضية في المنطقة الأوسع.
لم يتم تحقيق عدد من الخطط الطموحة لتطوير الشركة والمنتجات الجديدة، حيث ربطت الشخصية الحكومية للشركة بآثار التغييرات الحكومية وسوء الإدارة. على الرغم من انسحابها من اتفاقية عام 1988 مع Steyr لتطوير مركبة قتال مشاة مدرعة، فاجأت شركة اليونانية لصناعة المركبات الكثيرين في عام 1998، حيث قدمت مركبة قتال مشاة مدرعة متطورة بشكل خاص بتصميمها وتطويرها، واسمها كينتأوروس. ومع ذلك، لم يتم طلب السيارة حتى هذا التاريخ من قبل الجيش اليوناني بسبب الميزانيات المخفضة. كانت الخطوة الأخرى نحو التطورات الأصلية هي مبادرتها لإنشاء سيارة رياضية خفيفة، والتي تم تعيينها لشركة TWT (شركة هندسية أنشأها المهندس اليوناني ديميتريس فارزيوتيس في ألمانيا، ولها منشآت في ألمانيا واليونان). تم تقديم النموذج الأولي للسيارة إلفو (التي تعني «متشرد» باللغة اليونانية)، وهي سيارة جذابة صممها بينإنفرانيا بمحرك فولكس فاجن، في انترناشيونال أتومبيل أوسسيلونج في فرانكفورت في عام 2001، ولكن لم يتم إنتاجها أبدًا.
في عام 2000، تمت خصخصة اليونانية لصناعة المركبات جزئيًا، عندما استحوذت مجموعة مايتينيلوس للمعادن والهندسة اليونانية على 43 ٪ وتولت إدارة الشركة. واجهت الشركة مشاكل مالية حادة بسبب انخفاض الطلبات في عام 2009، بعد الانتهاء من إنتاج 140 دبابة ليوبارد 2 هيل MBT (بالتعاون مع عدد من الشركات اليونانية) بموجب ترخيص كراوس مافي ويجمان (KMW). عادت إدارة الشركة إلى الدولة اليونانية في عام 2010. [2]
قدمت الدولة اليونانية التماسًا لوضع شركة اليونانية لصناعة المركبات في الحراسة القضائية في يناير 2014. بحلول عام 2015، كانت الشركة في طور الحل. ومع ذلك، في أبريل 2015، تم تجميد الحل حيث سعت الحكومة اليونانية لإيجاد مشتر خاص للشركة، مشيرة إلى أهميتها الاستراتيجية للقاعدة الصناعية الدفاعية اليونانية.